# Untitled (R. Kelly)
Untitled  è il nono album in studio del cantante statunitense R. Kelly.

## Tracce
1. Crazy Night (feat. Rock City)
2. Outta Tha Game
3. Exit
4. Echo
5. Like I Do
6. Fallen From The Sky
7. Elsewhere
8. Number One (feat. Keri Hilson)
9. Religious
10. #1 Fan
11. Be My #2
12. Supaman High (feat. OJ Da Juiceman)
13. Pregnant (feat. Tyrese, Robin Thicke, The-Dream)
14. Text Me